# NGC 4942
NGC 4942 = IC 4136 ist eine Balken-Spiralgalaxie vom Hubble-Typ SBcd im Sternbild Jungfrau auf der Ekliptik. Sie ist schätzungsweise 73 Millionen Lichtjahre von der Milchstraße entfernt und hat einen Durchmesser von etwa 40.000 Lichtjahren.
Im selben Himmelsareal befinden sich u. a. die Galaxien NGC 4925, NGC 4928, NGC 4948, NGC 4958.
Das Objekt wurde zweimal entdeckt; zuerst am 23. März 1789 von Wilhelm Herschel mit einem 18,7-Zoll-Spiegelteleskop entdeckt, der sie dabei mit „vF, S“ beschrieb (Beobachtung geführt als NGC 4942); danach im Juli 1899 von DeLisle Stewart (geführt als IC 4136).